# Wechselkursparität
Wechselkursparität (kurz auch Parität oder Währungsparität, englisch par value; lateinisch paritas, Gleichheit) ist das Verhältnis zweier nationaler Währungen, das sich im Wechselkurs ausdrückt. In der Volkswirtschaftslehre ist es das in einem System fester Wechselkurse zwischen zwei Währungen oder zwischen einer Währung und einem Bezugswert (Gold, Silber, Sonderziehungsrechte) durch staatliche Entscheidung festgelegte, genau bestimmte Austauschverhältnis. Umgangssprachlich ist darunter hauptsächlich das tatsächliche Austauschverhältnis für den Euro-Dollar- beziehungsweise den Franken-Euro-Wechselkurs zu verstehen.

## Allgemeines
Die Wechselkursparität hängt mit dem Wechselkurs zusammen, der das Austauschverhältnis zweier Währungen anzeigt. Im Wechselkurs kommen die volkswirtschaftlichen Verhältnisse eines Staates zum Ausdruck, insbesondere dessen Wirtschaftskraft und Export- und Importsituation. Erhöht sich die Wirtschaftskraft eines Staates, so steigt in der Regel auch der Wechselkurs seiner Währung im Verhältnis zu den Wechselkursen der anderen Währungen und umgekehrt. Aus diesem Grund bleiben die Wechselkurse – wie alle anderen Kurse – nicht dauerhaft stabil, sondern schwanken durch sich veränderndes Angebot und Nachfrage nach Währungen. Ein gleichgewichtiger Wechselkurs auf dem Devisenmarkt bleibt nur solange stabil, wie sich Exportangebot und Importnachfrage im In- und Ausland nicht ändern. Zwecks besserer Kalkulierbarkeit im Außenhandel wurde ein System fester Wechselkurse geschaffen, deren festes Austauschverhältnis untereinander Wechselkursparität genannt wird.

## Geschichte
Ursprünglich hatten die meisten Währungen ein feststehendes Wertverhältnis zu den Münzmetallen, insbesondere zu Silber und Gold. Der Handelswert dieser Gold- oder Silbermünzen entsprach ihrem Metallwert (Kurantmünzen). Mit der zunehmenden Bedeutung des Papiergeldes wurde es notwendig, ein bestimmtes Umtauschverhältnis einer Währung zum Gold festzulegen. Mit dem Beginn des internationalen Handels und dem Entstehen nationaler Währungen begann auch die Problematik des Wechselkurses als Barometer der unterschiedlichen Wirtschaftskraft verschiedener Staaten. Der Ökonom Adam Smith untersuchte erstmals die Wechselkursparität in seinem im März 1776 erschienenen Buch Der Wohlstand der Nationen. „Wenn der Wechselkurs zwischen zwei Plätzen, wie London und Paris, al pari steht, so soll das ein Zeichen sein, dass die Schulden Londons gegen Paris durch die Schulden, welche Paris gegen London hat, ausgeglichen werden.“ Er erkannte zudem, dass der Wechselkurs nicht allein durch die Handelsverhältnisse bestimmt wird, sondern sich auch nach den „Schuldenverhältnissen“ dieser Länder richtet. Bei flexiblen (realen) Wechselkursen und fehlenden internationalen Kapitalströmen führen Angebot und Nachfrage nach einer Fremdwährung im Regelfall zu einem Wechselkurs, der eine internationale Arbeitsteilung entsprechend absoluter (Adam Smith) oder komparativer Vorteile (David Ricardo) zur Folge hat. Johann Karl Adam Murhard erkannte 1831, dass die Importeure eines Landes auch ohne Ausfuhrverbot für Edelmetalle die Exporteure durch Wechsel befriedigen würden, solange der Wechselkurs vorteilhaft sei. Importe seien mithin solange möglich, wie es paritätische Wechselkurse gibt.
Der Goldstandard begann mit der Wiederaufnahme von Barzahlungen zur Parität („at the parity“) durch die Bank of England im Jahre 1821. Er verpflichtete Zentralbanken aller wichtigen Industrienationen, bei der Vorlage von Papiergeld an dessen Inhaber eine bestimmte Menge Gold herauszugeben. Damit gab es eine feste Bezugsgröße beim Devisenumtausch durch Festlegung der Goldmenge für jede Währungseinheit. Diese Goldparität blieb bis 1931 im Grundsystem erhalten.
Der Internationale Währungsfonds (IWF) schuf im Juli 1944 erstmals ein System fester Wechselkurse, in dem seine Mitglieder administrativ festgelegte US $-Währungsparitäten und/oder Goldparitäten vereinbarten. Die US $-Währungsparität gab an, wie viel Einheiten einer Fremdwährung einem US-Dollar entsprachen. Über die Goldparitäten und/oder US $-Paritäten ließen sich die Paritäten der übrigen Währungen untereinander berechnen. Dadurch entstand ein System fixierter Wechselkurse zwischen den Mitgliedsländern. Hierdurch wurde das Gold zu einem gemeinsamen Wertmaßstab für alle Währungen. Diese Verknüpfung von Gold und Wechselkursparitäten machte indes auch eine Einschränkung des Goldhandels erforderlich. Im Mai 1949 legte der IWF die erste Wechselkursparität auf 3,33 DM = 1 US $ fest, bereits im September 1949 lag die IWF-Parität durch Abwertung der DM bei 4,20 DM. Im März 1961 sank sie durch die erste Aufwertung der DM auf 4,00 DM, die zweite Aufwertung folgte im Oktober 1969 auf DM 3,66, eine dritte im Dezember 1969 auf DM 3,22. Die international abgestimmte Anpassung der Wechselkursparitäten im Dezember 1971 (Smithsonian Agreement) sowie die Dollarabwertung um 10 % im Februar 1973 waren Versuche, das Paritätensystem zu retten. In einer Fernsehansprache am 15. August 1971 kündigte der US-Präsident Richard M. Nixon einseitig das Abkommen von Bretton-Woods des IWF. Am 12. Dezember 1971 wurde die Goldparität endgültig obsolet. Im März 1978 gab der IWF bekannt, dass von seinen 138 Mitgliedsstaaten sich nur 38 für ein Floating entschieden hatten, 95 orientierten sich an einer Referenzwährung (überwiegend US$) oder einem Währungskorb (meist Sonderziehungsrechte des IWF).
Für die DM-Ost wurde von der DDR-Regierung eine Goldparität von 0,399902 g Feingold festgesetzt, was umgerechnet einer Parität von 1 DM-Ost = 1,80 DM-West bedeutete. Ab Januar 1959 lag der Umrechnungskoeffizient – ausgehend von einer Parität 1 DM-West = 1 Valutamark – mit 1 Rubel = 4,67 Valutamark bzw. 1 Dollar = 4,20 Valutamark. Bereits damals war umstritten, ob damit das Verhältnis der Preisniveaus (Kaufkraftparität) richtig wiedergegeben wurde. Veränderungen der Parität würden nämlich Produktivitätsrückstände und mangelnde Wettbewerbsfähigkeit der DDR-Wirtschaft offenlegen. Die Parität der DM zur DDR-Mark lag im innerdeutschen Handel im Februar 1990 bei 1:4,4, sie betrug auf dem freien Markt 1:8 bis 1:9.
Im Oktober 1968 erforderte der stetige Abwertungsdruck des US-Dollars die Einstellung der Interventionen durch die Bundesbank, im März 1979 wurde das Blockfloating in das Europäische Währungssystem (EWS) übergeleitet. Seitdem wurden die Paritäten mit Höchst- und Niedrigstkursen über den ECU mittels eines Währungskorbes festgelegt. Kernelement des EWS war ab März 1979 ein System bilateraler Wechselkursparitäten zwischen den Mitgliedern, die an der DM als stärkster Währung ausgerichtet waren. Es wurde im Januar 1999 durch Einführung des Euro abgelöst, der durch festgelegte Währungsparitäten der Mitgliedswährungen gekennzeichnet ist. Diese Paritäten wurden am 31. Dezember 1998 von den Finanzministern auf Grundlage der ECU-Paritäten festgelegt. Die Wechselkursparität beträgt seither 1,95583 DM = 1 Euro.

## Arten
Man unterscheidet die Wechselkursparität und die Kreuzparität (englisch cross rate). Die Wechselkursparität ist durch ein festgelegtes Austauschverhältnis zu einer anderen Währung, einem Währungskorb oder den Sonderziehungsrechten des IWF gekennzeichnet. Die Kreuzparität {\displaystyle KP} für die Währung {\displaystyle b} ergibt sich aus dem Quotienten der Währungsparität {\displaystyle WP} des Staates {\displaystyle WPb} und der Währungsparität eines anderen Staates ({\displaystyle WPa}):
{\displaystyle {\text{KP}}={\frac {\text{WPb}}{\text{WPa}}}}.

## Festlegung und Einhaltung
Die Festlegung einer Wechselkursparität geschieht durch Hoheitsakt der Regierung oder Zentralbank. Dabei soll sich die Parität an ökonomischen Fundamentaldaten orientieren und ein Gleichgewicht zwischen zwei Währungen (eben die Parität) herstellen, doch politische Interessen spielen bei der Festlegung oder Veränderung eine große Rolle. Gleichzeitig werden Bandbreiten festgelegt, um die der Wechselkurs der Marktentwicklung entsprechend schwanken darf. Diese Bandbreite ist ein Prozentsatz, der in gleicher Höhe oberhalb und unterhalb der Parität liegt. Die oberste Grenze der Bandbreite heißt oberer Interventionspunkt, die unterste entsprechend unterer Interventionspunkt. Die Zentralbanken sind verpflichtet, durch Devisenkäufe am unteren oder Devisenverkäufe am oberen Interventionspunkt dafür zu sorgen, dass über die Bandbreite auch die Wechselkursparität eingehalten wird. Dadurch übernimmt die Zentralbank durch Devisenkauf Angebotsüberschüsse in ihren Fremdwährungsbestand oder deckt Nachfrageüberschüsse zu Lasten ihrer Währungsbestände. Die Aufrechterhaltung der Paritäten gelingt daher langfristig nur durch die Interventionspolitik der Zentralbanken. Die Einhaltung der Paritäten geschieht an den Devisenmärkten durch Interventionen der Zentralbanken, am unteren Interventionspunkt eine bestimmte Fremdwährung kaufen oder am oberen Interventionspunkt verkaufen zu müssen und damit zur Stabilisierung der Währungskurse beitragen.
Dieses System zwang die Zentralbanken der IWF-Mitgliedsstaaten, die vereinbarten Paritäten durch Interventionen auf dem Devisenmarkt einzuhalten. Das System übersah jedoch die Problematik, die durch unterschiedliche wirtschaftliche Entwicklung der Mitglieder entstand. Diese veränderte die tatsächlichen Kursverhältnisse und zwang Aufwertungsländer wie Deutschland, permanent US $ am Devisenmarkt aufzukaufen und Abwertungsländer entsprechend zum Verkauf des Dollars. Das hatte allerdings auch nationale Effekte auf die betroffenen Geldmärkte, da beim Interventionskauf eine Erweiterung des Geldangebots durch aktive Geldschöpfung eintrat und inflationäre Wirkungen mit sich brachte. Eine Änderung der Paritäten durch Auf- oder Abwertung konnte eine Regierung dem IWF nur dann vorschlagen, wenn damit ein fundamentales Ungleichgewicht („fundamental disequilibrium“) beseitigt werden soll.

## Zweck
Wechselkursparitäten sorgen für Kalkulationssicherheit im Außenhandel, weil sich feste Wechselkurse preisneutral verhalten. Importe und Exporte werden erleichtert, weil für einen längeren Zeitraum die Handelspartner auf einen feststehenden Erlös setzen können und Währungsrisiken weitgehend entfallen. Starre Paritäten ignorieren indes ein möglicherweise eintretendes Wirtschaftsgefälle mit fundamentalen Zahlungsbilanzungleichgewichten zwischen Staaten, was durch politische Erwägungen, keine Abwertungen vornehmen zu wollen, verstärkt wird. Starre Wechselkurse bergen die Gefahr einer importierten Inflation mit sich, die auch im Inland zur Inflation beitragen kann. Paritätsbedingte Außenhandelsüberschüsse erfordern eine Aufwertung der eigenen Währung (Erhöhung des paritätischen Devisenkurses, Senkung des paritätischen Wechselkurses) und umgekehrt. Wechselkursparität setzt eine weitgehend gleichgewichtige Wirtschaftskraft der beteiligten Staaten voraus. Am Beispiel der Griechenland-Krise ist erkennbar, dass das erhebliche Wirtschaftsgefälle durch fehlende Abwertungsmöglichkeit nicht offenkundig wurde und ein Ausgleich der negativen Handelsbilanz wegen fehlender Wechselkursmechanismen unmöglich ist. Außer innerhalb von Blockwährungen sind feste paritätische Wechselkurse heute selten anzutreffen, etwa zwischen Kanada und den USA. Seit 1939 gibt es einen Abschlag des kanadischen Dollars zum US $, weil die Exportabhängigkeit Kanadas von den USA eine langfristig vertretbare, stabile Parität beider Währungen erschwert. In der NAFTA strebt man eine Parität südamerikanischer Währungen an.